# Автошлях Т 2527
Автошля́х Т 2527 — автомобільний шлях територіального значення у Чернігівській області. Пролягає територією Бобровицького, Носівського, Ніжинського та Ічнянський районів через Бобровицю — Свидовець — Новий Биків — Ічню. Загальна довжина — 89,2 км.

## Маршрут
Автошлях проходить через такі населені пункти:
| Автошлях Т 2527      |                    |
| Чернігівська область |                    |
| Бобровицький район   |                    |
| Бобровиця            | Т 2526Т 2528       |
| Затишшя              |                    |
| Свидовець            |                    |
| Вороньки             |                    |
| Веприк               |                    |
| Козацьке             |                    |
| Новий Биків          | Н07                |
| Носівський район     |                    |
| Макіївка             |                    |
| Ніжинський район     |                    |
| Терешківка           |                    |
| Галиця               |                    |
| Яхнівка              |                    |
| Світанок             |                    |
| Ічнянський район     |                    |
|                      | Р67                |
| Монастирище          |                    |
| Заудайка             |                    |
| Хаєнки               |                    |
| Ічня                 | Т 2515Т 2524Т 2545 |